# Thomas H. Howard
Thomas Howard Howard (6 de diciembre de 1862-4 de junio de 1904) fue un miembro de la alta sociedad estadounidense, figura destacada de la vida social durante la era dorada en Nueva York y Newport (Rhode Island). 

## Orígenes
Howard nació en Providence (Rhode Island) en 1862. Era hijo de Ezra Williams Howard (1818-1869), que había sido alumno de la Universidad de Brown (donde fue miembro de Alpha Delta Phi) y graduado de la Escuela de Derecho de Harvard, y de Elizabeth Stuyvesant (Neilson) Howard (1828-1902). Entre sus hermanos estaban Elizabeth Stuyvesant Howard (quien murió joven), John Neilson Howard (un agente de bienes raíces), Ezra Williams Howard (quien también murió joven) y Marion Clifford Howard. Después de la muerte de su padre, su madre donó 2000 dólares para la construcción de la Iglesia Memorial de Saint John en Parsons (Kansas), que se fundó en junio de 1874.
Sus abuelos maternos fueron John Neilson y Margaret Ann (Fish) Neilson. A través de su abuela materna, era descendiente directo de Peter Stuyvesant, el último director general holandés de Nueva Ámsterdam, ya que era hija de Nicholas Fish y hermana de Hamilton Fish, quien sirvió como gobernador de Nueva York, como senador y como secretario de estado de los Estados Unidos. A través de su abuelo materno, era descendiente del coronel John Neilson, oficial del ejército revolucionario y fundador de la Universidad Rutgers.

## Carrera
Después de casarse con Rose Post, Howard se involucró en el mundo de los negocios y gestionó Hyde Park, patrimonio inmobiliario del tío de su esposa (por matrimonio), Frederick W. Vanderbilt, ubicado en Hyde Park (Nueva York), que había sido construido entre 1896 y 1899. Mientras Vanderbilt estaba construyendo su mansión, también construyó una gran casa para los Howard cerca de su residencia, que hoy se conoce como la Mansión Howard, una vivienda de estilo ecléctico de dos pisos diseñada por el arquitecto Charles Follen McKim, de la firma McKim, Mead & White. En 1901, se construyó una cochera de estilo neotudor de dos pisos.

### Vida social
En febrero de 1892, Howard y su esposa recién casada, fueron incluidos en el "Four Hundred" de Ward McAllister, un índice donde figuraban los supuestamente 400 miembros más destacados de las mejores familias de Nueva York, publicado en The New York Times. Curiosamente, 400 era el número de personas que podían alojarse en el salón de baile de la señora Astor. Según The New York Times, Howard, miembro del prestigioso Club Knickerbocker, fue uno de los "hombres más conocidos en la sociedad de Nueva York y el líder de muchos cotillones".
En Newport (Rhode Island), los Howard residían en Rough Point, la casa de campo de Vanderbilt diseñada por Peabody & Stearns propiedad de los tíos de Rose, terminada en 1892.

## Vida personal
El 19 de enero de 1892, Howard se casó con Rose Anthony Post (fallecida en 1949), conocida como "Miss Spriggie Post", en la Iglesia del Descanso Celestial de la ciudad de Nueva York. Rose eran hijas de William Post y de Rosalie DeWolfe (Anthony) Post, y hermana de William Post y de Margaret Van Alen Bruguiére (quien se casó con James Laurens Van Alen, nieto de Caroline Schermerhorn Astor en 1900). Rose también era sobrina de Louise Vanderbilt (Anthony), ya que la madre de Rose y Louise era hija de Charles Lee Anthony, un exitoso comerciante de productos secos en la ciudad de Nueva York.  
Fueron los padres de:
- Elizabeth Stuyvesant Howard (1897-1988),[20] quien se casó con el representante de los Estados Unidos Robert Winthrop Kean (1893-1980).[21]
- Thomas Howard Howard (n. 1899)

Howard murió en Hyde Park el 4 de junio de 1904. Su esposa viuda, junto con su tía, siguieron siendo figuras prominentes de la alta sociedad del Valle del Hudson, y Rose era amiga y miembro del mismo círculo de costura que Sara Delano Roosevelt,la madre de Franklin D. Roosevelt, quien también vivía cerca del río Hudson, en Hyde Park. Rose murió en su casa, en el 1115 de la Quinta Avenida en la ciudad de Nueva York, en abril de 1949.

### Descendientes
A través de su hija Elizabeth, Howard fue abuelo póstumo de seis nietos; tres niños: Robert Kean, Hamilton Kean y Thomas Howard Kean (nacido en 1935), que cumplió dos mandatos como gobernador de Nueva Jersey; y tres niñas, Elizabeth Kean, Rose Kean y Katharine Kean. También era el bisabuelo de Thomas Kean, Jr. (nacido en 1968), líder de la minoría en el Senado de Nueva Jersey.